# Asz-Szajch Sad (Dara)
Asz-Szajch Sad – miasto w Syrii, w muhafazie Dara. W 2004 roku liczyło 3373 mieszkańców.